# Polgár (városlakó)

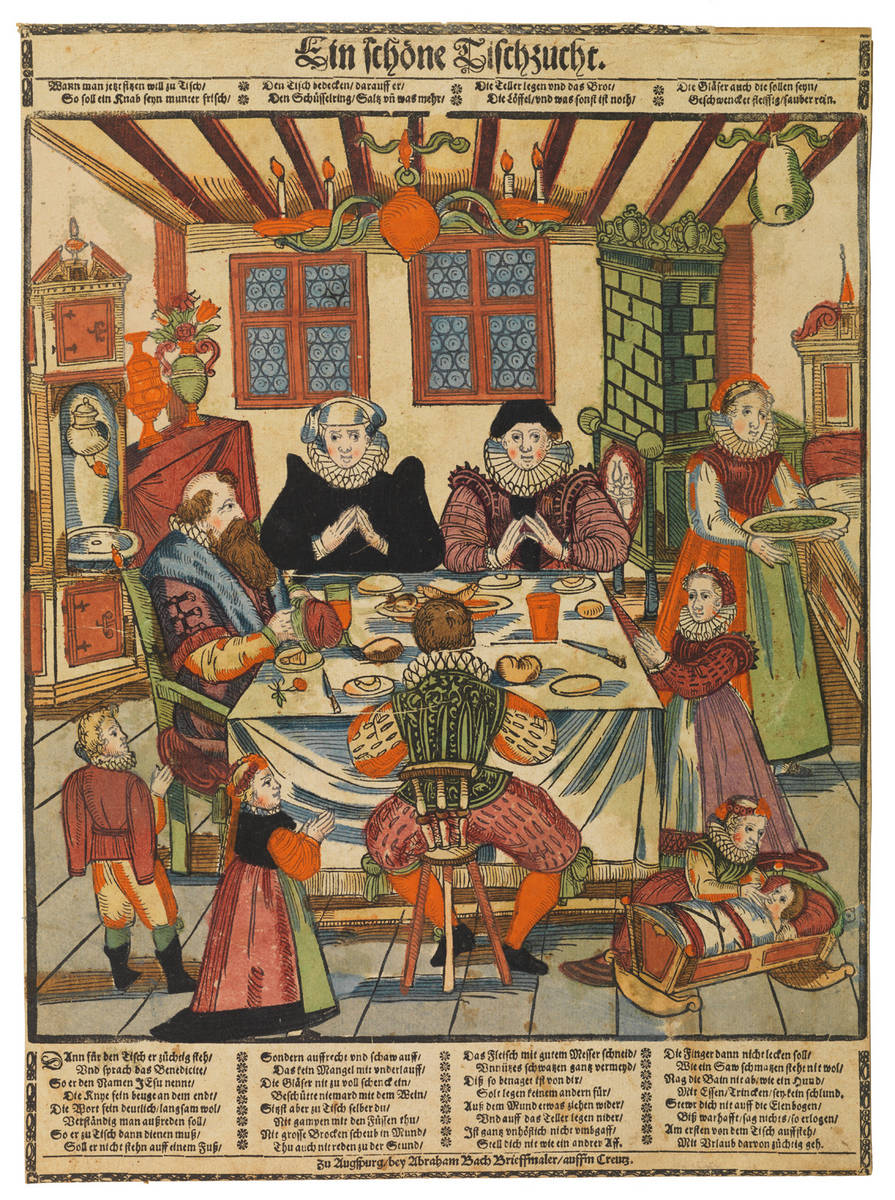
Augsburgi polgárcsalád (1680)

A polgár egy város vagy tágabb értelemben egy állam állandó, adót fizető lakosa. A városlakó polgár szűkebb értelmű fogalmát ebben a szócikkben tárgyaljuk, míg az állam lakójára vonatkozó tágabb értelmezésről az állampolgárság szócikk szól.

## A kifejezés eredete

Temesvári polgárok (1891 augusztusa)

A polgár, mint fogalom az ókori városállamokból származik (például a görög politész). A magyar polgár szó német eredetű, XIII. században került át a magyar nyelvbe, valamely város teljes jogú lakosát jelentette csakúgy, mint a német Bürger , vagy a francia bourgeois .

### Fogalmi sokszínűség
A feudális előzményektől mentes amerikai szakirodalom a „polgár” fogalmát egyáltalán nem, vagy csak futólag említi. Az esetenként előforduló, "bourgeois"-t gyakran "middle class"-ként határozzák meg. Az európai és ezen belül elsősorban a német szociológiai irodalom foglalkozott legbehatóbban a fogalom leírásával. A feudális társadalomban a "Bürgerschaft" olyan városi rendet (csoportot) jelentett, amely több privilégiummal rendelkezett, mint a különböző függőségekkel korlátozott fél-szabadok, hűbéri viszonyokba tagolt csoportok.

## Középkori polgárság
A középkori városok törvényei szerint a polgár (latin: civis) a város közösségének teljes jogú tagja volt és rendelkezett minden ehhez kapcsolódó joggal és kötelességgel. A városok népességének a polgársághoz nem tartozó korlátozott jogokkal rendelkező részét a lakosság többi tagja képezte. Polgár a középkorban csak férfi lehetett, nő az akkori jogállás szerint polgár nem lehetett és polgári státuszhoz kapcsolódó hivatalt nem viselhetett.
Azt, hogy valaki polgár lehessen alapvetően az adott személy vagyoni állapota határozta meg. A legtöbb középkori városban (Hanza városok, magyarországi bányavárosok) ez közvetlenül az adott személynek a városban található adóköteles ingatlanához kapcsolódott. Ennek megfelelően a középkori városok lakosságának csak a kisebbsége nevezhette magát polgárnak.
A polgárság a nemesi címektől eltérően nem örökletes vagy élethosszig tartó cím volt, hanem szorosan kapcsolódott az illető vagyoni helyzetéhez. A vagyon (ingatlan) elvesztése, az ingatlan eladása, üzlet vagy műhely átadása (akár az illető saját gyermekének is) a polgári cím elvesztésével járt. Amennyiben a vagyont a cím viselőjének gyermeke kapta, az folyamodhatott polgárságért.
A városok kormányzása a polgárok közül választott városi tanácsok feladata volt. Ennek tagjai általában köztiszteletben álló polgárok voltak, akiket városi tanácsosnak vagy városi tanácsnoknak hívtak. A városi tanácsok élén a polgármester állt.
A középkori Magyarországon a szabad királyi városok teljes jogú lakosait hívták polgároknak. Ők voltak jogosultak a közösség életét meghatározó kérdésekben határozatokat hozni, illetve a határozatok meghozatalában részt venni.

## Az újkori burzsoázia és kispolgárság
A 17-18. században a nyugat-európai országokban polgári forradalmak törtek ki, és a vagyonos városi polgárság az uralkodó osztály részévé vált a társadalmi hierarchiában. A társadalom élén álló nagypolgárság és középpolgárság volt összefoglaló néven a burzsoázia. (Az eredetileg a marxista ideológiában használt kifejezés a francia bourgeoisie, „polgárság” szó magyar változata). Ugyanakkor a kispolgárság tömegei is kialakultak. Közép-Európa keleti felében, így Magyarországon ez a folyamat csak megkésve és felemás módon, a 19. század utolsó harmadában zajlott le.